# Browning (Montana)
Browning es un pueblo ubicado en el condado de Glacier en el estado estadounidense de Montana. En el Censo de 2010 tenía una población de 1016 habitantes y una densidad poblacional de 1.431,68 personas por km². Browning ostenta el récord de mayor oscilación térmica en 24 horas: 56 °C (de 7 °C como máxima a -50 °C como mínima)

## Geografía
Browning se encuentra ubicado en las coordenadas 48°33′23″N 113°0′55″O / 48.55639, -113.01528. Según la Oficina del Censo de los Estados Unidos, Browning tiene una superficie total de 0.71 km², de la cual 0.71 km² corresponden a tierra firme y (0%) 0 km² es agua.

## Demografía
Según el censo de 2010, había 1016 personas residiendo en Browning. La densidad de población era de 1.431,68 hab./km². De los 1016 habitantes, Browning estaba compuesto por el 5.51% blancos, el 0% eran afroamericanos, el 92.72% eran amerindios, el 0% eran asiáticos, el 0% eran isleños del Pacífico, el 0% eran de otras razas y el 1.77% pertenecían a dos o más razas. Del total de la población el 3.74% eran hispanos o latinos de cualquier raza.